# 장하구
장하구(張河龜, 1918년~2017년 11월 23일)는 대한민국의 전 교수, 출판인, 기업인이다. 장하구의 형 장하일은 한글학자이며, 장남은 세존상사라는 중소기업을 운영했으나 현재 폐업하였다. 손자는 싱어송라이터 장기하이다.

## 생애
장하구는 1918년 평안북도 신의주시 마전동에서 장승언의 3남4녀 중 차남으로 태어났다. 신의주상업학교를 졸업하고 만주국에서 공무원 생활을 하다가, 일본 조치대학으로 유학을 떠났다. 유학 중 태평양 전쟁의 발발로 학업을 마치지 못하고 귀국하였고 경성제국대학 법문학부 철학과에 선과를 거쳐 본과로 편입하여 다니던 중 해방을 맞았다. 1946년 경성제대에서 이름이 바뀐 경성대학을 1회로 졸업했다.
경성제대 재학 중이던 1944년 학도병 기피를 이유로 1년간 옥고를 치렀다. 해방 후에는 동생이 소련군에 의해 옥고를 치른 후 온 가족이 월남하였다.
서울대학교 문리과대학 독어독문학과 전임강사를 거쳐 숭실대학교 철학과 교수 겸 교무과장으로 재직하였다. 당시 독일어 교과서를 출판하였는데 이 수입으로 부인의 병원을 개원하였다. 부인 원금순은 경성여자의학전문학교 출신으로 산부인과 의사로 활동했다.
1955년 독일 하이델베르크 대학교로 유학을 떠났으나 어머니의 사망과 교과서 출판업자의 과열경쟁으로 사정이 어려워지면서 학업을 중단하고 이후 동생 장하린과 함께 종로2가의 종로서적을 인수해 경영했다. 그러나 종로서적은 2002년 6월 부도가 나면서 사라졌다.
1980년대 초 동생에게 사장 자리를 넘기고 회장직에 올랐고 한신대학교 이사장을 역임했다.
2017년 11월 23일 향년 99세를 일기로 별세했다.